# Kyle Godwin
Kyle Godwin (Harare, 30 luglio 1992) è un rugbista a 15 australiano nato in Zimbabwe, internazionale per l'Australia, gioca come tre quarti centro nei Western Force.

## Biografia
Nato in Zimbabwe, Godwin, nel 2000, si trasferì con i suoi genitori in Australia nella città di Perth. A 18 anni entrò a far parte del settore giovanile dei Western Force, squadra con la quale esordì a livello professionistico durante il Super Rugby 2012 nella partita contro i Reds. Fu nominato miglior giocatore della franchigia di Perth al termine del Super Rugby 2013 e, durante il Super Rugby 2016, raggiunse le cinquanta presenze nel torneo, tutte effettuate con la maglia dei Western Force. Nel settembre 2016 annunciò di aver firmato un contratto biennale con i Brumbies a partire dal Super Rugby 2017. Durante l'interstagione Godwin ha disputato le stagioni 2014 e 2015 del National Rugby Championship con i Perth Spirit, mentre quelle del 2016 e del 2017 con i NSW Country Eagles. Dopo due stagioni di Super Rugby giocate con i Brumbies, nel marzo 2018, firmò un contratto con la franchigia irlandese del Connacht che disputa il Pro14.
A livello internazionale Godwin rappresentò la nazionale australiana di categoria durante il Campionato mondiale giovanile di rugby 2012. Ricevette la sua prima convocazione con l'Australia per il The Rugby Championship 2014, ma a causa di un infortunio alla spalla non poté partecipare al torneo. Durante il 2016 il coach della nazionale australiana Michael Cheika lo selezionò all'interno della squadra preparatoria alla partita contro il Sudafrica valida per il The Rugby Championship 2016, ma non disputò la partita; il suo debutto avvenne durante il tour europeo di fine anno degli australiani nella partita contro la Francia.